# يان سيبيكي
يان سيبيكي (و. 1973  م) هو راكب دراجة هوائية سلوفاكي، ولد في كوشيتسه.

## روابط خارجية
- يان سيبيكي على موقع الاتحاد الدولي للدراجات (الإنجليزية)
- يان سيبيكي على موقع أرشيف الدراجات (الإنجليزية)
- يان سيبيكي على موقع إحصائيات الدراجات الإحترافية (الإنجليزية)
- يان سيبيكي على موقع نسبة الدراجات (الإنجليزية)